# Campeonato Mundial de Curling Masculino de 2018
El LX Campeonato Mundial de Curling Masculino se celebró en Las Vegas (Estados Unidos) entre el 31 de marzo y el 8 de abril de 2018 bajo la organización de la Federación Mundial de Curling (WCF) y la Federación Estadounidense de Curling.
Las competiciones se realizaron en la Orleans Arena de la ciudad estadounidense.

## Tabla de posiciones
| Pos | Equipo         | G  | P  | G–P |
| --- | -------------- | -- | -- | --- |
| 1   | Suecia         | 11 | 1  | 1–0 |
| 2   | Escocia        | 11 | 1  | 0–1 |
| 3   | Canadá         | 9  | 3  | –   |
| 4   | Corea del Sur  | 7  | 5  | 1–0 |
| 5   | Noruega        | 7  | 5  | 0–1 |
| 6   | Estados Unidos | 6  | 6  | 1–0 |
| 7   | Suiza          | 6  | 6  | 0–1 |
| 8   | Italia         | 5  | 7  | 1–0 |
| 9   | Rusia          | 5  | 7  | 0–1 |
| 10  | Países Bajos   | 4  | 8  | –   |
| 11  | Japón          | 3  | 9  | 1–0 |
| 12  | China          | 3  | 9  | 0–1 |
| 13  | Alemania       | 1  | 11 | –   |

## Cuadro final
|  | Clasif. a semifinales | Clasif. a semifinales |               |   | Semifinales | Semifinales  |               |        | Final  | Final |  |
|  |                       |                       |               |   |             |              |               |        |        |       |  |
|  |                       |                       |               |   |             |              |               |        |        |       |  |
|  |                       |                       |               |   |             |              |               |        |        |       |  |
|  |                       |                       |               |   |             |              |               |        |        |       |  |
|  |                       |                       |               |   |             |              |               |        |        |       |  |
|  |                       | Suecia                | 9             |   |             |              |               |        |        |       |  |
|  |                       |                       | 9             |   |             |              |               |        |        |       |  |
|  |                       |                       | Corea del Sur | 8 |             |              |               |        |        |       |  |
|  | Corea del Sur         | 7                     | Corea del Sur | 8 |             |              |               |        |        |       |  |
|  | Corea del Sur         | 7                     |               |   |             |              |               |        |        |       |  |
|  | Noruega               | 5                     |               |   |             |              |               |        |        |       |  |
|  | Noruega               | 5                     |               |   |             |              |               | Suecia | 7      |       |  |
|  |                       |                       |               |   |             |              |               | Suecia | 7      |       |  |
|  |                       |                       | Canadá        | 3 |             |              |               |        |        |       |  |
|  |                       |                       | Canadá        | 3 |             |              |               |        |        |       |  |
|  |                       |                       |               |   |             |              |               |        |        |       |  |
|  |                       |                       |               |   |             |              |               |        |        |       |  |
|  |                       | Escocia               | 5             |   |             | Tercer lugar | Tercer lugar  |        |        |       |  |
|  |                       |                       | 5             |   |             | Tercer lugar | Tercer lugar  |        |        |       |  |
|  |                       |                       | Canadá        | 9 |             |              |               |        |        |       |  |
|  | Canadá                | 6                     | Canadá        | 9 |             |              | Corea del Sur | 4      |        |       |  |
|  | Canadá                | 6                     |               |   |             |              | Corea del Sur | 4      |        |       |  |
|  | Estados Unidos        | 4                     |               |   |             |              |               |        | Italia | 11    |  |
|  | Estados Unidos        | 4                     |               |   |             |              |               |        | Italia | 11    |  |
|  |                       |                       |               |   |             |              |               |        |        |       |  |

## Medallistas
| Evento    | Oro                                                                                       | Plata                                                                                  | Bronce                                                                      |
| --------- | ----------------------------------------------------------------------------------------- | -------------------------------------------------------------------------------------- | --------------------------------------------------------------------------- |
| Masculino | Suecia · Niklas Edin · Oskar Eriksson · Rasmus Wranå · Christoffer Sundgren · Henrik Leek | Canadá · Bradley Gushue · Mark Nichols · Brett Gallant · Geoff Walker · Thomas Sallows | Escocia Bruce Mouat Grant Hardie Robert Lammie Hammy McMillan Ross Paterson |